# IIHF Super Cup (Austragungen)
Die folgende Auflistung zeigt alle Ergebnisse des IIHF Super Cup zwischen den Jahren 1997 und 2000.

## Austragung 1997
Die 1. Auflage des IIHF Super Cup fand am 6. September 1997 vor 2.532 Zuschauern in der Elysée Arena in Turku statt. Der Sieger der erstmals ausgetragenen European Hockey League, TPS Turku aus Finnland, siegte dabei gegen den Sieger des letztmals ausgetragenen Europapokals, den HK Lada Toljatti aus Russland, mit 3:2.
Die Hausherren waren im zweiten Drittel durch Kimmo Rintanen in Führung gegangen, hatten aber dann noch durch Denis Metljuk und Denis Tjurin zwei Gegentreffer schlucken müssen. Die Schlussabschnitt drehten sie die Partie aber zu ihren Gunsten. Tomi Kallio besorgte den Ausgleich und den Siegtreffer erzielte Tony Virta zwei Minuten vor Spielende.
| 6. September 1997 | TPS Turku K. Rintanen (31:18) T. Kallio (42:30) T. Virta (57:43) | 3:2 (0:0, 1:2, 2:0) Spielbericht | HK Lada Toljatti D. Metljuk (33:18) D. Tjurin (37:19) | Elysée Arena, Turku Zuschauer: 2.532 |

### Siegermannschaft
| IIHF-Super-Cup-Sieger TPS Turku | Torhüter: Kimmo Lecklin, Pekka Mäkitalo Verteidiger: Peter Ahola, Mikka Lehtinen, Riku-Petteri Lehtonen, Tommi Rajamäki, Simo Rouvali, Kārlis Skrastiņš, Andrei Skopinzew, Mikko Sokka Angreifer: Mikko Eloranta, Hannes Hyvönen, Juho Jokinen, Tomi Kallio, Alexei Kudaschow, Tommi Miettinen, Kimmo Rintanen, Kalle Sahlstedt, Niklas Sundblad, Toivo Suursoo, Harri Suvanto, Tony Virta Cheftrainer: Wladimir Jursinow |

## Austragung 1998
Die 2. Auflage des IIHF Super Cup fand am 15. November 1998 vor 3.140 Zuschauern in der Vorarlberghalle in Feldkirch statt. Der EHL-Sieger VEU Feldkirch setzte sich dabei deutlich gegen den HC Košice, den Sieger des erstmals ausgetragenen IIHF Continental Cup, mit 4:0 durch.
Nach einem torlosen ersten Drittel stellten die Österreich nach der Hälfte der Spielzeit die Weichen auf Sieg. Zunächst trafen Robert Nordmark und Rick Nasheim. Gerhard Puschnik per Penalty und Nik Zupančič erhöhten im Schlussabschnitt das Ergebnis. Für die Vorarlberger war es damit in diesem Jahr bereits der vierte Titelgewinn nach dem Triple bestehend aus nationaler Meisterschaft, der European Hockey League und Alpenliga.
| 15. November 1998 | VEU Feldkirch R. Nordmark (31:31) R. Nasheim (33:46) G. Puschnik (43:29) N. Zupančič (44:59) | 4:0 (0:0, 2:0, 2:0) Spielbericht | HC Košice | Vorarlberghalle, Feldkirch Zuschauer: 3.140 |

### Siegermannschaft
| IIHF-Super-Cup-Sieger VEU Feldkirch | Torhüter: Bruno Campese, Reinhard Divis Verteidiger: Patrik Aronsson, Niklas Gallstedt, Michael Lampert, Dominic Lavoie, Robert Nordmark, Wolfgang Strauss Angreifer: Jonas Bergqvist, Fritz Ganster, Daniel Gauthier, Andreas Loth, Rick Nasheim, Gerhard Puschnik, Erik Ryman, Bernd Schmidle, Tomas Strandberg, Tomaž Vnuk, Simon Wheeldon, Nik Zupančič Cheftrainer: Bengt-Åke Gustafsson |

## Austragung 1999
Die 3. Auflage des IIHF Super Cup fand am 31. August 1999 vor 4.580 Zuschauern in der Pista la Valascia in Ambrì statt. Mit dem HC Ambrì-Piotta setzte sich erstmals der Sieger des IIHF Continental Cup durch. In heimischer Halle besiegten die Eidgenossen den russischen Klub HK Metallurg Magnitogorsk mit 2:0.
Die Schweizer sorgten bereits in der Anfangsphase der Partie für die Entscheidung. Zunächst traf in der achten Minute Patrick Lebeau und nur eine Minute später besorgte Ryan Gardner den Endstand. In den folgenden 50 Minuten fielen keine weiteren Tore.
| 31. August 1999 | HC Ambrì-Piotta P. Lebeau (8.) R. Gardner (9.) | 2:0 (2:0, 0:0, 0:0) Spielbericht | HK Metallurg Magnitogorsk | Pista la Valascia, Ambrì Zuschauer: 4.580 |

### Siegermannschaft
| IIHF-Super-Cup-Sieger HC Ambrì-Piotta | Torhüter: Pauli Jaks, Flavio Streit Verteidiger: Frédy Bobillier, Nicola Celio, Tiziano Gianini, John Gobbi, Andreas Hänni, Thomas Künzi, Leif Rohlin, Bruno Steck Angreifer: Krister Cantoni, Manuele Celio, Alain Demuth, Paolo Duca, John Fritsche, Ryan Gardner, Patrick Lebeau, Stéphan Lebeau, Cornel Prinz, Franz Steffen, Claude Verret, Thomas Ziegler Cheftrainer: Larry Huras |

## Austragung 2000
Die 4. Auflage des IIHF Super Cup, die gleichzeitig auch die letzte war, fand am 29. August 2000 vor 3.500 Zuschauern im Romasan Eispalast in Magnitogorsk statt. Mit dem HK Metallurg Magnitogorsk und dem HC Ambrì-Piotta trafen dieselben Mannschaften wie im Jahr zuvor aufeinander. Mit einem 3:2-Sieg nach Verlängerung konnten sich die Russen für die Niederlage im Vorjahr revanchieren.
Nachdem sich der erste Abschnitt torlos gestaltet hatte, eröffnete Matwei Beloussow die Partie mit der Führung für Magnitogorsk. Im Schlussabschnitt glich Ambrìs Omar Tognini die Begegnung erstmals aus. Jewgeni Koreschkow erzielte sieben Minuten vor Spielende die abermalige Führung für die Russen, die Daniel Marois kurz vor Spielende ausglich. Nach 30 Sekunden in der Verlängerung schoss Alexei Troschtschinski Magnitogorsk zum Sieg.
| 29. August 2000 | HK Metallurg Magnitogorsk M. Beloussow (27:23) J. Koreschkow (52:38) A. Troschtschinski (60:30) | 3:2 n. V. (0:0, 1:0, 1:2, 1:0) Spielbericht | HC Ambrì-Piotta O. Tognini (46:33) D. Marois (59:34) | Romasan Eispalast, Magnitogorsk Zuschauer: 3.500 |

### Siegermannschaft
| IIHF-Super-Cup-Sieger HK Metallurg Magnitogorsk | Torhüter: Ihor Karpenko, Sergei Semtschenok Verteidiger: Oleg Dawydow, Damir Gainutdinow, Wadim Glowazki, Aleh Ljawonzjeu, Igor Semljanoi, Andrei Sokolow, Alexander Sytschow, Alexei Troschtschinski Angreifer: Matwei Beloussow, Alexander Golz, Denis Gusmanow, Rawil Gusmanow, Aljaksej Kaljuschny, Alexander Koreschkow, Jewgeni Koreschkow, Andrei Kudinow, Dmitri Maximow, Sergei Ossipow, Andrei Rasin, Sergei Schikanow Cheftrainer: Waleri Beloussow |